# Avvelenamento di Aleksandr Val'terovič Litvinenko
Aleksandr Val'terovič Litvinenko è stato un ufficiale del Servizio di sicurezza federale russo (FSB) e del suo predecessore, il KGB, finché non lasciò il servizio e fuggì dal Paese.
Nel 1998, Litvinenko e diversi altri ufficiali dell'intelligence russa dichiararono che gli era stato ordinato di uccidere Boris Berezovsky, un uomo d'affari russo. Successivamente, il governo russo iniziò a perseguitare Litvinenko. Fuggì nel Regno Unito, dove criticò il presidente russo Vladimir Putin e il governo russo. In esilio, Litvinenko lavorò con l'intelligence britannica e spagnola, condividendo informazioni sulla mafia russa in Europa e sui suoi collegamenti con il governo russo.
Il 1º novembre 2006 Litvinenko venne avvelenato e successivamente ricoverato in ospedale. Morì il 23 novembre, diventando la prima vittima confermata della sindrome letale da radiazioni acute indotta dal polonio-210. Le accuse di Litvinenko sui misfatti dell'FSB e le sue accuse pubbliche sul letto di morte secondo cui Putin fosse dietro il suo avvelenamento ebbero una copertura mediatica mondiale.
Le successive indagini delle autorità britanniche sulle circostanze della morte di Litvinenko causarono gravi difficoltà diplomatiche tra i governi britannico e russo. Nel settembre 2021, la Corte europea dei diritti dell'uomo (CEDU) ha stabilito che la Russia era responsabile dell'assassinio di Litvinenko e ha ordinato di pagare alla moglie di Litvinenko 100.000 euro di danni più 22.500 euro di spese.
La CEDU ha ritenuto oltre ogni ragionevole dubbio che Andrej Lugovoj e Dmitrij Kovtun hanno ucciso Litvinenko. La decisione della Corte è in accordo con i risultati di un'indagine britannica del 2016. Il Regno Unito ha concluso che l'omicidio è stato "probabilmente approvato dal signor Patrushev, allora capo dell'FSB, e anche dal presidente Putin".

## Premesse
Aleksandr Litvinenko è stato un ufficiale del Servizio di sicurezza federale russo (FSB) che sfuggì al processo in Russia e ricevette asilo politico nel Regno Unito. Nei suoi libri Russia. Il complotto del KGB e Lubjanskaja prestupnaja gruppirovka, Litvinenko sostiene che l'FSB aveva organizzato il bombardamento di condomini a Mosca e in altre città russe nel 1999 per aprire la strada alla seconda guerra cecena, che portò Vladimir Putin al potere. Accusò i servizi segreti russi di aver organizzato la crisi degli ostaggi nel teatro di Mosca, attraverso il loro agente provocatore ceceno e di aver organizzato la sparatoria al parlamento armeno del 1999.
Al suo arrivo a Londra, ha continuato a sostenere l'oligarca russo in esilio Boris Abramovič Berezovskij nella sua campagna mediatica contro il governo russo.
Solo due settimane prima della sua morte, Litvinenko accusò Putin di aver ordinato l'assassinio di Anna Stepanovna Politkovskaja, giornalista russa e attivista per i diritti umani.

## Avvelenamento
Il 1º novembre 2006 Litvinenko si ammalò improvvisamente. Quel giorno aveva incontrato due ex ufficiali russi del KGB, Andrej Lugovoj e Dmitrij Kovtun, al Pine Bar del Millennium Hotel di Londra. Lugovoj è un'ex guardia del corpo dell'ex primo ministro russo Egor Gajdar (anche lui avvelenato, secondo quanto riferito, nel novembre 2006) e in seguito capo della sicurezza del canale televisivo russo ORT. Scaramella, membro della Commissione Mitrochin che indaga sulla penetrazione del KGB nella politica italiana, ha affermato di avere informazioni sulla morte di Anna Politkovskaja, 48 anni, una giornalista uccisa nel suo appartamento di Mosca nell'ottobre 2006. Passò a Litvinenko documenti presumibilmente riguardanti il suo destino.
La sera del 1º novembre Litvinenko cominciò a vomitare e in seguito sviluppò una diarrea sanguinolenta. Ad un certo punto, non poteva camminare senza assistenza. Quando il dolore si intensificò, Litvinenko chiese alla moglie di chiamare un'ambulanza, prima di essere ricoverato in ospedale il 3 novembre. Per diverse settimane le condizioni di Litvinenko peggiorarono mentre i medici cercavano la causa della malattia. Circondato da amici, Litvinenko divenne fisicamente debole e trascorse periodi in stato di incoscienza, perdendo i capelli. Sul letto di morte, Litvinenko ha dichiarato agli investigatori di ritenere che il presidente Putin avesse ordinato direttamente il suo assassinio. Tre giorni prima della sua morte, furono scattate fotografie di Litvinenko e rese pubbliche.

### Veleno
Il 3 novembre 2006, Litvinenko (sotto lo pseudonimo di Edwin Carter) venne ricoverato al Barnet Hospital nel nord di Londra, dove fu inizialmente curato per la gastroenterite. Quando le sue condizioni peggiorarono, rivelò ai medici la sua vera identità e affermò di essere stato avvelenato, prima di essere trasferito il 17 novembre all'University College Hospital nel centro di Londra per terapia intensiva. Successivamente, i suoi campioni di sangue e urina furono inviati all'Atomic Weapons Constitutional (AWE) del Regno Unito, dove furono testati per il veleno radioattivo utilizzando la spettroscopia gamma. Inizialmente non furono rilevati raggi gamma distinguibili, ma fu notato un lieve picco di raggi gamma ad un'energia di 803 kiloelettronvolt (keV), appena visibile sopra lo sfondo.
Nei giorni seguenti alla morte del dissidente russo, avvenuta a Londra, altre persone sono state ricoverate per aver accusato sintomi d'avvelenamento per esposizione a radiazioni. Oltre 300 persone si sono rivolte alla Health Protection Agency (HPA, Agenzia per la protezione della salute britannica), dopo che questo ente aveva lanciato un appello a tutti coloro che potevano essersi trovati nei due locali - il sushi bar Itsu, nei pressi di Piccadilly Circus e il Pine Bar del Millennium Hotel a Grosvenor Square - frequentati da Litvinenko prima di sentirsi male e in cui potrebbe essere stato avvelenato.
Tracce di polonio furono trovate anche su due aerei Boeing 767 della British Airways e il servizio sanitario britannico chiese ai 33.000 passeggeri che avessero utilizzato quei velivoli nelle 4 settimane precedenti di presentarsi per un controllo.

## Morte

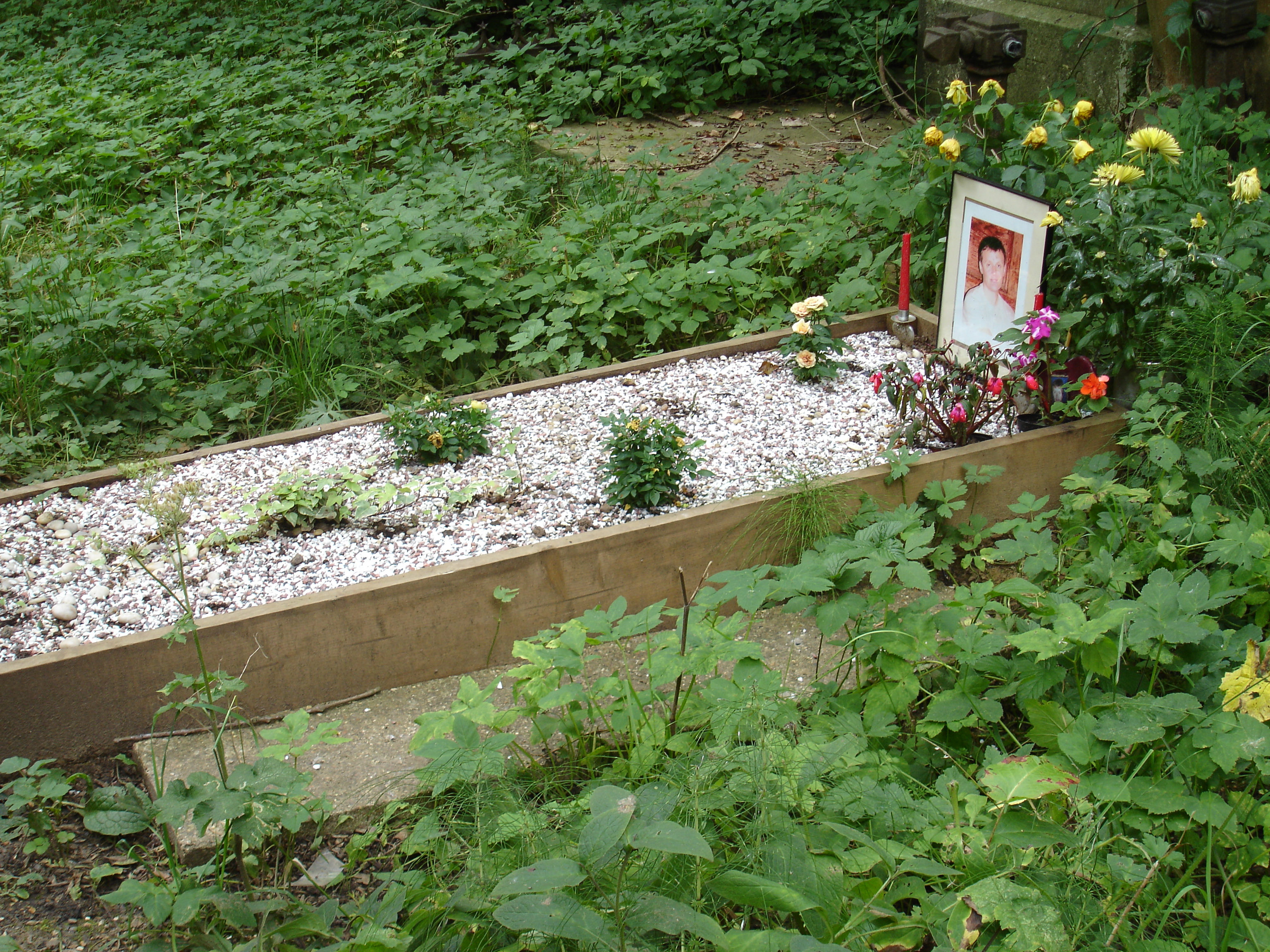
Tomba di Alexander Litvinenko al cimitero di Highgate

Verso la fine del 22 novembre, il cuore di Litvinenko cedette e morì il giorno successivo; l'ora ufficiale della morte era alle 21:21 all'University College Hospital di Londra.
L'autopsia avvenne il 1º dicembre. Litvinenko aveva ingerito il polonio-210, un isotopo radioattivo velenoso. Il funerale di Litvinenko ebbe luogo il 7 dicembre presso la Moschea Centrale di Londra, dopodiché il suo corpo fu sepolto nel cimitero di Highgate, nel nord di Londra.
La sua ultima dichiarazione su Putin: